# دان حالوتس
دان (داني) حالوتس بالعبرية (דני חלוץ) رئيس هيئة الأركان العامة ال18 للجيش الإسرائيلي وعمل في هذا المنصب من يونيو 2005 حتى فبراير 2007 وكان في السابق قائد القوات الجوية الإسرائيلية ونائب رئيس الأركان. وكان حالوتس رئيس الأركان الأكبر عمراً للجيش الإسرائيلي. وقد اشرف على خطة فك الارتباط وعلى حرب لبنان الثانية. وكان أول رئيس أركان في إسرائيل ابتدأ خدمته العسكرية كطيار في سلاح الجو.

## السيرة الذاتية
ولد حالوتس سنة 1948 في تل أبيب والده من اصل إيراني ووالدته من اصل يهودي عراقي. عاش في بلدة حاجور وحصل على شهادة بالاقتصاد من جامعة تل أبيب. وحاصل على شهادة في إدارة الأعمال AMB من جامعة جامعة هارفارد.
حالوتس متزوج وأب ل3 أبناء ويعيش اليوم في تل ابيب.

## اغتيال مؤسس كتائب القسامصلاح شحادة
بتاريخ 22 يوليو 2002 وعندما كان حالوتس قائد لسلاح الجو. قام الجيش الإسرائيلي بضرب مبنى في مدينة غزة بهدف اغتيال القائد بحركة حماس أحد مؤسسي كتائب القسام الشهيد صلاح شحادة. بالتفجير قُتل شحادة ولكن قُتل معه 14 مواطن بينهم أطفال. بالأعلام وفي صفوف الشعب خرجت أصوات تتهم طياري سلاح الجو بجريمة حرب. ويطالبون بمحاكمة المسؤولين بمحكمة الجنائية الدولية بلاهاي. وقام بعض أتباع اليسار في إسرائيل (إسرائيليون ضد الصهيونية) بكتابة عبارات غاضبة على سيارات بعض الطيارين. اعتُبر حالوتس مسؤولا لكونه قائد سلاح الجو مع انه كان خارج إسرائيل ولم يشترك باتخاذ القرار.
في مقابله مع صحيفة هآرتز الإسرائيلية نُقل عن حالوتس قوله للطيارين الذين اشتركوا بالعملية: «ناموا جيداً بالليل. كما أنام انا جيداً. لستم أنتم من اختار الأهداف في هذه المهمة. ولستم مسؤولين عن محتوى الأهداف. عملكم كان مكتملاً وممتازاً. وأنا أعود لأقول. هذه المشكلة لن تلقى عليكم. قمتم بتطبيق ما أمرتم بفعله، ولم تنحرفوا مليمتر إلى اليمين أو مليمتر إلى اليسار»
ورداً على سؤال للصحفية المعروفة إيلانا ديان حول مدى الحساسية التي يجب أن يظهرها الطيار، وهو يطلق قذيفة إلى غزة، أجاب حالوتس: «أن كنتي تريدين معرفة شعوري عندما أقوم باطلاق قذيفة من الطائرة، فجوابي هو أني اشعر باهتزاز صغير بالطائرة نتيجةً لاطلاق القذيفة. وبعد ثانية ينتهي الاهتزاز. هذا كل شيء. هذا ما أشعر به.»
أثارت أقوال حالوتس عاصفة جماهيرية من حقوقيين ويساريين في إسرائيل بالاشتراك مع حركة (يش جفول-Yesh Gvul) وجهوا عريضة اتهام لمحكمة الصدق العليا في إسرائيل يطالبون فيها بفتح تحقيق جنائي بموضوع مقتل الأطفال. وبعدها طالبوا بتأخير تعيين حالوتس ليكون نائب رئيس الأركان حتى الانتهاء من التحقيق. 

## رئاسة الاركان
في أبريل 2004 أنهى عمله كقائد لسلاح الجو. وعُيّن نائبًا لرئيس الأركان. بفبراير 2005 أعلن وزير الدفاع شاؤول موفاز أن حالوتس سوف يخلف «موشيه يعالون» برئاسة الأركان.
في 1 يونيو 2005 عُيّن حالوتس رئيسًا لهيئة الأركان العامة ال18 للجيش الإسرائيلي.
وبعد الحرب مع لبنان أعلن حالوتس عن نيته الاستقالة وتحضير الجيش لمرحلة جديدة وللتعلم من عِبَّر الحرب الأخيرة. في 17 يناير 2007 ترك حالوتس مهامه. وكتب في طلب الاستقالة انه انتظر حتى تنهي لجنة التحقيق الخاصة بحرب لبنان الثانية مهامها , وانه يتحمل كامل المسؤولية عن كل ما جرى بالحرب. خلفه جابي أشكنازي بتاريخ 14 فبراير 2007.

## روابط خارجية
- دان حالوتس على موقع IMDb (الإنجليزية)